# Pehr Sjöbring (professor)
Pehr Sjöbring, född 25 oktober 1776 i Drevs socken, Kronobergs län, död 12 januari 1842 i Uppsala, var en svensk orientalist.
Sjöbring blev student 1799 i Uppsala och promoverades 1803 till filosofie magister där. 1806 blev han extra ordinarie amanuens vid akademiska biblioteket och året därefter docent i hebreiska och arameiska litteraturen. Hemkommen från en vetenskaplig resa till Danmark och åtskilliga tyska universitet, utnämndes han 1814 i Uppsala till extra ordinarie och 1815 till ordinarie adjunkt i grekiska och österländska språken samt blev 1830 professor i orientaliska språk.
Sjöbring var ledamot av Vitterhets-, historie- och antikvitetsakademien, Vetenskapssocieteten i Uppsala samt Det Kongelige Nordiske Oldskriftselskab i Köpenhamn. Genom arbete och sparsamhet hade han samlat en icke obetydlig förmögenhet, vilken han, såsom varande barnlös, testamenterade till stipendier och andra välgörande ändamål. I sin egenskap av orientalist utgav han, utom akademiska disputationer och program, Hebreisk språklära 1816, sedan utkommen i flera upplagor, samt lämnade Bibelkommissionens namn (1837–1841) översättningar av Psaltaren, Höga visan, Rut, Esra, Nehemja, Ester, Josua och Domarboken, flera av profeterna med mera.
Pehr Sjöbring var gift med Maria Gustafva Klingenstierna. Hans systers sonson Pehr Sjöbring blev sedermera biskop i Kalmar.